# Kanton Saint-Sébastien-sur-Loire
Der Kanton Saint-Sébastien-sur-Loire (bretonisch Kanton Sant-Sebastian-an-Enk) ist seit 2015 ein französischer Wahlkreis im Arrondissement Nantes, im Département Loire-Atlantique und in der Region Pays de la Loire; sein Hauptort ist Saint-Sébastien-sur-Loire.

## Geschichte
Der Kanton entstand bei der Neueinteilung der französischen Kantone im Jahr 2015. Die Wähler gehörten früher zu den Kantonen Vertou-Vignoble (Basse-Goulaine und Haute-Goulaine) und Nantes-10 (Saint-Sébastien-sur-Loire).

## Lage
Der Kanton liegt im Südosten des Départements Loire-Atlantique östlich von Nantes.

## Gemeinden
Der Kanton besteht aus drei Gemeinden mit insgesamt 43.982 Einwohnern (Stand: 1. Januar 2022) auf einer Gesamtfläche von 45,99 km²:
| Gemeinde                         | Gallo            | Bretonisch            | Einwohner (2022) | Fläche (km²) | Code postal | Code Insee |
| -------------------------------- | ---------------- | --------------------- | ---------------- | ------------ | ----------- | ---------- |
| Basse-Goulaine                   | Bass-Góleinn     | Goueled-Goulen        | 9.617            | 13,74        | 44115       | 44009      |
| Haute-Goulaine                   | Hautt-Góleinn    | Gorre-Goulen          | 5.992            | 20,59        | 44115       | 44071      |
| Saint-Sébastien-sur-Loire        | Saent-Sébasstien | Sant-Sebastian-an-Enk | 28.373           | 11,66        | 44230       | 44190      |
| Kanton Saint-Sébastien-sur-Loire | Saent-Sébasstien | Sant-Sebastian-an-Enk | 43.982           | 45,99        | -           | 4429       |

## Politik
Im 1. Wahlgang am 22. März 2015 erreichte keines der fünf Wahlpaare die absolute Mehrheit. Bei der Stichwahl am 29. März 2015 gewann das Gespann Marcelle Chapeau/Laurent Turquois (beide Union de la Droite) gegen Michel Caillaud/Sylvie Roudil (beide PS) mit einem Stimmenanteil von 52,34 % (Wahlbeteiligung:50,57 %).
| Vertreter im conseil général des Départements | Vertreter im conseil général des Départements | Vertreter im conseil général des Départements |
| Amtszeit                                      | Name                                          | Partei                                        |
| --------------------------------------------- | --------------------------------------------- | --------------------------------------------- |
| 2015–                                         | Marcelle Chapeau Laurent Turquois             | Union de la Droite                            |